# József Balázs

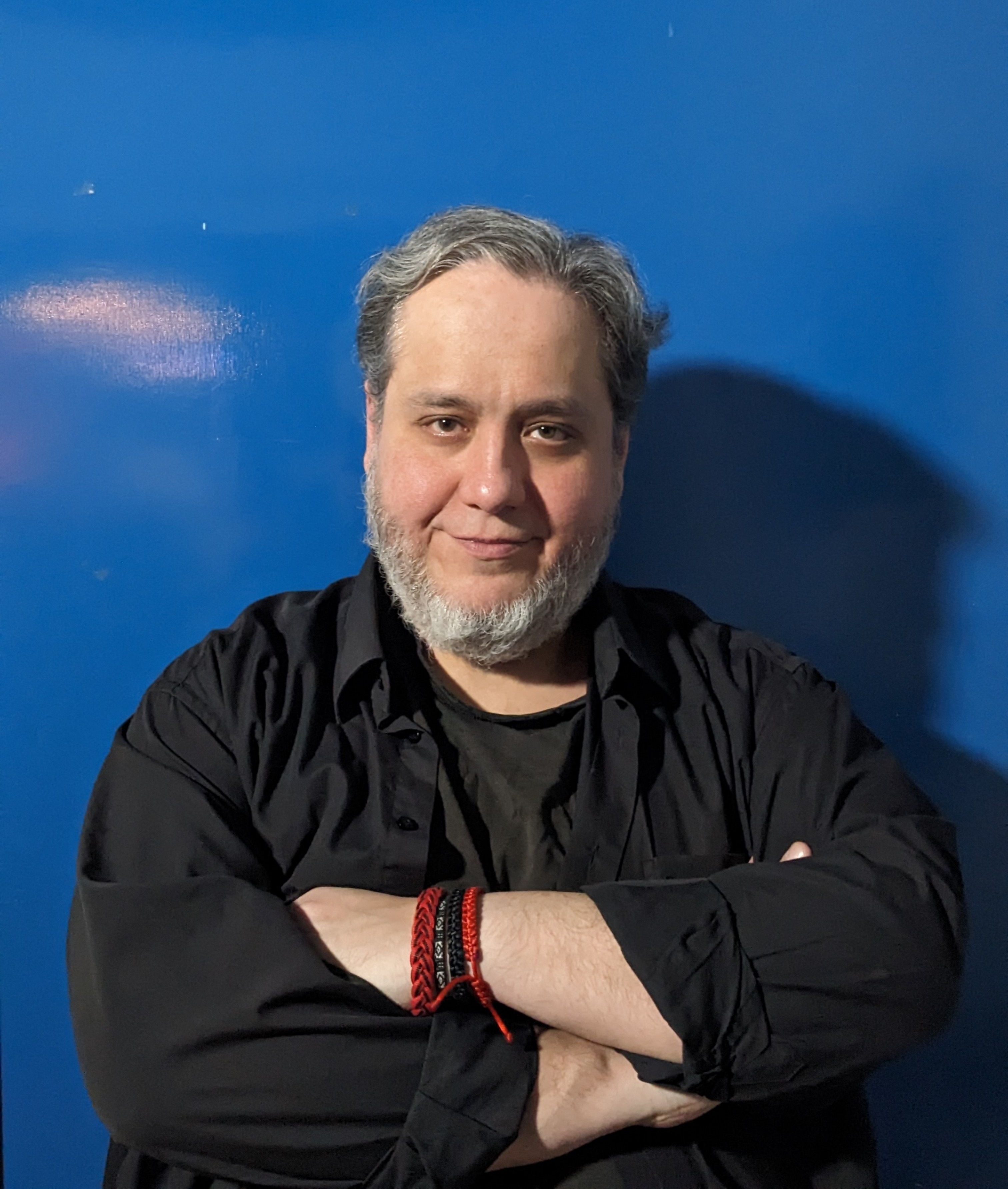
József Balázs (2023)

József Balázs (* 28. August 1978 in Budapest) ist ein ungarischer Jazzmusiker (Piano, Komposition).

## Wirken
Balázs ist der jüngere Bruder von Elemér Balázs. Er debütierte 1997 im Quintett seines Bruders (My New Way) und gründete mit diesem im Jahr 2000 die Elemér Balázs Group, der er bis heute angehört und für die er auch komponiert.
Balázs arbeitete auch mit Imre Kőszegi, László Dés, Erik Truffaz, Stéphane Belmondo, Bobby Watson, Charlie Mariano, Robin Eubanks, Steve Houben, Nicholas Payton, Tim Ries und Krisztián Lakatos Pecek. Mit seinem eigenen Balázs József Quintet veröffentlichte er 2008 das Album I Don’t Got You Mean. 2010 gründete er die East Gipsy Band, die Ethno-Jazz mit Musik der Roma fusioniert, in Europa und Nordamerika tourte und 2011 das Album Ageless Message vorlegte. Er leitete auch ein Quartett gemeinsam mit dem Saxophonisten Zana Zoltán. Er ist zudem auf Alben von Ági Szalóki, László Dés, Ákos Dobrády und Andrea Szulák zu hören. Als Komponist schrieb er auch für den Film (Getno, 2004, Egy hét Pesten és Budán, 2003, und 4x100, 2007).
Balázs gewann den zweiten Preis beim Gábor-Balogh-Füsti-Jazzwettbewerb und den Preis als bester Solist beim Jazz Juniors-Wettbewerb in Krakau. Er wurde in dem Dokumentarfilm How far the Stars von Katalin Bársony porträtiert.